# Абдурашидов, Сулиман
Сулима́н Абдураши́дов (5 июля 1990 года) — российский и французский боксёр чеченского происхождения, чемпион и призёр чемпионатов Франции, обладатель Кубка Франции.

## Биография
Родился 5 июля 1990 года. С 1998 года живёт во Франции. В 2004 году начал заниматься боксом. Выступает за спортклуб «АС Монако-Бокс». Является чемпионом Франции и членом сборной Франции. Его тренируют Руслан Идрисов и Нассер Ефсах.
В 2011 году был признан лучшим спортсменом княжества Монако. Награждение проходило в концертном зале «Аудитория Ренье III». Награду вручил лично принц Монако Альберт II.

## Спортивные результаты
- 2011 — Кубок Франции, 1-е место;
- 2011 — чемпионат Франции, 2-е место;
- 2013 — Международный турнир памяти Героя Советского Союза В. И. Ливенцева (Минск), 3-е место;
- 2013 — чемпионат Франции, 2-е место;
- 7.7.2013 — Всемирная Универсиада студентов (Казань), проиграл в 1/16 финала Дмитрию Биволу;
- 11.2013 — Международный турнир «Таммер», Финляндия, 2-е место;
- 5.2014 — Турнир четырёх стран, Франция, 1-е место;
- 12.6.2014 — Международный турнир памяти Героя Советского Союза Виктора Ливенцева (Минск), 3-е место;
- 8.2.2015 — Чемпионат Франции, г. Фрежюс. 1-е место[1].